# Biblia Szatana
Biblia Szatana (ang. The Satanic Bible, dosłownie: „Biblia satanistyczna”) – książka stanowiąca wykład filozofii i praktyki satanistycznej, autorstwa Antona Szandora La Veya. Została wydana w 1969 roku nakładem Avon Books.

## Sekcje
Książka ta jest przewodnikiem ludzkiej natury i interpretacją ludzkiego ego, ujętego przez pryzmat ogólnego, psychologicznego profilu ludzkości i wpływu wiary na jego wykreowanie. 
Biblia Szatana składa się z czterech ksiąg.
1. Piekielna diatryba, nazywana inaczej Księgą Szatana, opisuje w formie poematu to, co przedstawia sobą satanizm i jego nauki.
2. Księga Lucyfera, zawiera dwanaście esejów, których tematyka rozpoczyna się od Boga, a kończy na życiu pozagrobowym. Znajduje się tam też wykład dotyczący podstaw satanizmu oraz esej o psychicznych wampirach, czyli osobach, które emocjonalnie wykorzystują innych.
3. Księga Beliala, zawiera pięć podrozdziałów, których główną tematyką jest magia. Mimo iż cała Biblia Satanistyczna traktuje o magii i okultyzmie, ten rozdział jest najbardziej z nią związany.
4. Księga Lewiatana, zawiera dokładne opisy rytuałów, spis imion piekielnych, inwokacje oraz tzw. klucze henochiańskie, służące do odprawiania rytuałów. Do spisania ich użyto języka henochiańskiego, sztucznego języka powstałego w XVI wieku. Jest to zbiór wyrazów o odpowiednim brzmieniu, które mają na celu wywołać w odbiorcy nastrój grozy i tajemnicy.